# Назинская трагедия

Карта нынешней Томской области, на которой показано местоположение деревни Назино

Назинская трагедия (в рассекреченных советских документах известная как «назинский инцидент», «события вблизи д. Назино») — события мая—августа 1933 года рядом с селом Назино на острове Назино посреди Оби неподалёку от впадения в неё реки Назинской. На этот пустой остров в тайге в Александровском районе Западно-Сибирского края (сегодня это территория Томской области) в ходе депортационной кампании против «социально вредных и деклассированных элементов» (раскулаченных) было высажено без еды, крыши над головой, какой-либо утвари или инструментов около 6100 человек. Голод, болезни и попытки бегства сократили количество живых в течение тринадцати недель до 2200 человек. При этом имели место десятки задокументированных случаев каннибализма.

## Предыстория
В 1932—1933 годах в связи с введением паспортной системы из крупных городов принудительно выселялись горожане, признанные «деклассированным элементом». Этих людей направляли в ранее созданные спецпоселения для «раскулаченных». По факту же, как следует из документов партийного расследования обстоятельств случившегося, задерживались не только и не столько выселяемые, а все подряд, главным образом прямо на улице, в общественных местах и на транспорте (поездах, электричках, вокзалах), задерживались без разбору как люди без документов, удостоверяющих личность, так и имевшие при себе документы, в том числе рабочие по пути на работу или с работы (аналогичная практика впоследствии применялась в рамках кампаний по «борьбе с тунеядством»). Наряды были сформированы не из сотрудников милиции, а из числа военнослужащих войск ОГПУ.
Оперативной работы с задержанными не велось, каких-либо допросов или мероприятий по установлению личности не проводилось, протоколов задержания наряды не составляли, задержанных сразу же препровождали в грузовики и минуя места предварительного заключения (что явно следует из материалов последующего расследования) отвозили напрямик к железнодорожным эшелонам, на этапирование в Сибирь. Уличные мероприятия носили характер массовой облавы, координации усилий войсковых нарядов с органами милиции не велось, отсюда и последовавшие эксцессы при задержаниях. Размах мероприятий был таким, что среди задержанных попадались даже секретные сотрудники, ранее премированные за свою деятельность, даже близкие родственники сотрудников ОГПУ, — эти аргументы были проигнорированы нарядами по принципу «там разберутся» (это обстоятельство впоследствии вызвало особое негодование проверяющих, такие случаи задержания «нашего элемента» были перечислены отдельно, см. выдержки из документов ниже). В районы Нарымского севера и Северного Казахстана предполагалось депортировать в течение 1933 г. до 2 млн чел. — по 1 млн чел. в каждый регион.
Также согласно постановлению СНК СССР от 11 марта 1933 г. органам ОГПУ и наркомюстам союзных республик предписывалось начать незамедлительную разгрузку мест заключения за счёт высылки уголовного элемента в спецпоселения. Так, только по Украине, Северному Кавказу, Центрально-Чернозёмной области и Нижне-Волжскому краю требовалось вывезти во вновь организуемые спецпосёлки более 80 тыс. лиц, осуждённых на срок до трёх лет.
В конце апреля 1933 г. из Москвы и Ленинграда в Западную Сибирь были отправлены на спецпоселение различные «социально вредные и деклассированные элементы». Они прибыли в Томскую пересыльную комендатуру, и в середине мая началась «разгрузка» комендатуры: депортированных погрузили в несколько барж и речным караваном в два приёма отправили в штрафную Александро-Ваховскую комендатуру. 18 мая первый и 26 мая второй караван барж прибыл в расположение комендатуры, и руководство последней по согласованию с районными органами приняло решение о высадке «контингента» на речной остров на Оби у устья речки Назинской. Уже с первых дней дезорганизованная масса прибывших, ослабленная длительной дорогой (три недели) и фактическим отсутствием питания, начала вымирать от голода. Необходимо также представлять себе условия на месте их содержания помимо необустроенного палаточного лагеря и отсутствия какой-либо инфраструктуры: сильный ветер, повышенная влажность воздуха и сырость грунта в любую погоду (излучина реки), обилие кровососущих насекомых (таёжные комары, клещи и мошка), скудность съедобной корнеплодной и ягодной флоры.

## Ход событий
Руководство Сиблага рассчитывало исчерпать «назинский инцидент» рассмотрением вопроса на бюро Западносибирского крайкома партии, после чего ограничить его узковедомственными рамками, предпринимались максимальные усилия для того, чтобы сведения о случившемся не вышли за пределы местных партийных органов. Но минуя лагерное начальство, о случившемся по партийным каналам было донесено напрямую в Москву. Наиболее полно трагедия описана в письме инструктора Нарымского окружного комитета партии В. А. Величко на имя И. В. Сталина, которое в сентябре 1933 года рассматривалось в Политбюро. Письмо было отпечатано в трёх экземплярах, кроме Москвы было отправлено краевому и окружному партийному руководству, в Новосибирск — Роберту Эйхе и в Нарым — секретарю окружкома. Изложенные в нём данные были подтверждены проверками нескольких комиссий. Часть этих документов, рассекреченных в годы перестройки, впервые была опубликована в сборнике «Спецпереселенцы в Западной Сибири 1933—1938».
Первая партия «трудопоселенцев» (5917 человек) была высажена на необитаемый остров напротив деревни Назино 19 мая 1933 года. В большинстве своём это были ослабленные, истощённые, полураздетые люди. В течение нескольких дней на острове были разбиты четыре палатки для размещения наиболее ослабленных и больных поселенцев, в одной из которых разместили больных с подозрением на сыпной тиф. Вследствие холодной с ветром и снегом погоды, а также действий криминальных элементов, к 21 мая 1933 года по всему острову было выявлено 70 трупов. У пяти из них были вырезаны мягкие части тела, а также извлечены печень, сердце и лёгкие. С поличным были задержаны три человека и направлены к начальнику конвоя. В одной из палаток была организована раздача пайка, состоящего из: 500 г хлеба, 32 г крупы, 13 г сахара, соли. Обнаруженные на острове беременные женщины были переправлены в деревню Назино.
Величко писал: 

Голодные, истощённые люди, без кровли, не имея никаких инструментов и в главной своей массе трудовых навыков и тем более навыков организованной борьбы с трудностями, очутились в безвыходном положении. Обледеневшие, они были способны только жечь костры, сидеть, лежать, спать у огня, бродить по острову и есть гнилушки, кору, особенно мох и пр. Трудно сказать, была ли возможность делать что-либо другое, потому что трое суток никому никакого продовольствия не выдавалось. По острову пошли пожары, дым. Люди начали умирать. Они заживо сгорали у костров во время сна, умирали от истощения и холода, от ожогов и сырости, которая окружала людей… В первые сутки после солнечного дня бригада могильщиков смогла закопать только 295 трупов, неубранных оставив на второй день.

И только на четвёртый или пятый день прибыла на остров ржаная мука, которую и начали раздавать трудпоселенцам по несколько сот грамм. Получив муку, люди бежали к воде и в шапках, портянках, пиджаках и штанах разводили болтушку и ели её. При этом огромная часть их просто съедала муку (так как она была в порошке); падали и задыхались, умирали от удушья.

Надо полагать, комендатура острова и её военные работники, во-первых, мало понимали свои задачи по отношению людей, которые были под их началом, и, во-вторых, растерялись от разразившейся катастрофы. Иначе и нельзя расценивать систему избиений палками, особенно прикладами винтовок и индивидуальные расстрелы трудпоселенцев… Такие методы руководства и воспитания явились очень серьёзной поддержкой начавшемуся с первых же дней на острове распаду какой бы то ни было человеческой организации. Если людоедство явилось наиболее острым показателем этого распада, то массовые его формы выразились в другом: образовались мародёрские банды и шайки, по существу царившие на острове. Даже врачи боялись выходить из своих палаток. Банды терроризировали людей ещё в баржах, отбирая у трудпоселенцев хлеб, одежду, избивая и убивая людей. Здесь же на острове открылась настоящая охота и в первую очередь за людьми, у которых были деньги и золотые зубы. Владелец их исчезал очень быстро, а затем могильщики стали зарывать людей с развороченными ртами.
Всего по оценкам местных работников, из шести тысяч депортированных страшной смертью погибли от 1,5 до 2 тысяч человек.

Величко также сообщал: 

Я бы мог привести массу примеров неоправданной депортации людей. Беда ещё в том, что среди прибывших на трудовое поселение есть случайные, наши элементы — рабочие, партийцы [имеются в виду сугубо сексоты]. Сколько их — трудно сказать, также трудно сказать, кто [они такие в плане категории учётного состава и куда именно доносят], потому, что документы, по их заявлению, отбирались и на местах ареста органами, производившими изоляцию, и, главным образом, в эшелонах редицивом на курение [имеется в виду, что документы пошли на самокрутки для уголовников-рецидивистов], однако некоторые из них привезли с собою документы: партийные билеты и кандидатские карточки, комсомольские билеты, паспорта, справки с заводов, пропуски в заводы и др.…
- Новожилов Вл. из Москвы. Завод Компрессор. Шофёр. 3 раза премирован. Жена и ребёнок в Москве. Окончив работу, собрался с женой в кино, пока та одевалась, вышел за папиросами и был взят.
- Гусева, пожилая женщина. Живёт в Муроме, муж старый коммунист, главный кондуктор на ст. Муром, произв. стаж 23 года, сын помощник машиниста там же. Гусева приехала в Москву купить мужу костюм и белого хлеба. Никакие документы не помогли.
- Зеленин Григорий. Работал учеником слесаря Боровской ткацкой фабрики «Красный Октябрь», ехал с путёвкой на лечение в Москву. Путёвка не помогла — был взят.
- Виноградова, колхозница. Ехала к брату в Москву. Брат — начальник милиции 8 отделения. Взята по выходе из поезда в Москве.
- Войкин, Ник. Вас. Член КСМ с 1929 г. рабочий фабрики «Красный Текстильщик» в Серпухове. <…> Три раза премирован. В выходной день ехал на футбольный матч. Паспорт оставил дома. Взят.
- Матвеев И. М. Рабочий постройки хлебозавода № 9. Имел паспорт до декабря 1933 г. как сезонник. Взят с паспортом. По его словам, даже паспорт никто не захотел смотреть.

Письмо Величко вызвало большой скандал в аппарате ЦК и руководстве ГПУ. Осенью 1933 года для расследования обстоятельств массовой гибели спецпереселенцев в Назино прибыла комиссия Сиблага. Следствие подтвердило факты, изложенные в докладе, после чего все материалы были засекречены. В результате были остановлены масштабные планы по депортации групп людей, классифицированных как «опасные» и «асоциальные», в спецпоселения для освоения необжитых и наиболее суровых территорий СССР.

## Память
Во время первой экспедиции летом 1989 года члены томского общества «Мемориал» провели так называемую «паспортизацию» Назинского острова — данные об этом месте были занесены в реестры Министерства культуры, и с тех пор остров является объектом исторического наследия России.
Первый деревянный поклонный крест был установлен на острове в 1993 году по инициативе Томского общества «Мемориал». Утрачен в 2000-е годы после сильного половодья и ледохода. Новый крест представители «Мемориала» поставили в 2006 году.